# Грошев Євген Миколайович
Євген Миколайович Грошев (рос. Евгений Николаевич Грошев; нар. 3 квітня 1937, Москва, СРСР) — радянський хокеїст, центральний нападник.
Бронзовий призер Олімпійських ігор 1960. Заслужений майстер спорту СРСР (1991). Член клубу Всеволода Боброва (267 голів).

## Клубна кар'єра
З 1955 по 1971 рік виступав за команду «Крила Рад» (Москва). Особливо вдало взаємодіяв з Юрієм Цициновим. Чемпіон СРСР 1957 року. По два рази здобував срібні та бронзові нагороди національного чемпіонату. Найкращий снайпер чемпіонату 1962 — 38 закинутих шайб. Всього у чемпіонатах СРСР провів 450 матчів (236 голів). У кубку СРСР забив 15 голів. За результатами сезону тричі обирався до символічної збірної (1959, 1960, 1962).

## Виступи у збірній
У складі національної збірної здобув бронзову нагороду на Олімпійських іграх 1960 у Скво-Веллі.
Другий призер чемпіонату світу 1959, третій — 1960. На чемпіонатах Європи — дві золоті нагороди (1959, 1960). На чемпіонатах світу та Олімпійських іграх провів 15 матчів (10 закинутих шайб), а всього у складі збірної СРСР — 25 матчів (10 голів).

## Нагороди та досягнення
| Нагороди                          | Команда                           | Кіл. | Роки             |
| --------------------------------- | --------------------------------- | ---- | ---------------- |
| Олімпійські ігри                  |                                   |      |                  |
| Бронза                            | СРСР                              | 1    | 1960             |
| Чемпіонат світу                   |                                   |      |                  |
| Срібло                            | СРСР                              | 1    | 1959             |
| Бронза                            | СРСР                              | 1    | 1960             |
| Чемпіонат Європи                  |                                   |      |                  |
| Золото                            | СРСР                              | 2    | 1959, 1960       |
| Чемпіонат СРСР                    |                                   |      |                  |
| Золото                            | «Крила Рад»                       | 1    | 1957             |
| Срібло                            | «Крила Рад»                       | 2    | 1956, 1958       |
| Бронза                            | «Крила Рад»                       | 2    | 1959, 1960       |
| Особисті досягнення               |                                   |      |                  |
| Найкращий снайпер чемпіонату СРСР | Найкращий снайпер чемпіонату СРСР | 1    | 1962 (38 голів)  |
| Символічна збірна СРСР            | Символічна збірна СРСР            | 3    | 1959, 1960, 1962 |